# Мемориальный парк Сандакана
Мемориальный парк Сандакана (малайск. Taman Peringatan Sandakan) — мемориальный исторический парк, построенный на месте бывшего лагеря для военнопленных «Сандакан» в штате Сабах. Это место было создано в память о всех лагерных заключенных, погибших во время Сандаканских маршей смерти.

## История
Расширяя свои территории, японская армия, в начале Второй Мировой Войны, брала в плен не малое количество солдат армии Союзников. Большая часть из них была заключена в различные лагеря в Тихом океане.
В июле 1942 года 1500 австралийских военнопленных были переведены из Сингапура в Сандакан для принудительных работ. В 1943 году число заключённых увеличилось, и около 2500 заключённых были размещены в лагере.
В конце войны все человеческие останки военнопленных, обнаруженные в ходе расследования, были перевезены на военное кладбище в Лабуане.
В 1995 году между правительством штата Сабах, правительством Австралии, Лигой ветеранов армии и флота Австралии и муниципальным советом Сандакана было подписано соглашение, которое привело к созданию этого памятного места. Был построен павильон с обелиском, также были восстановлены остатки технического оборудования, объект с экскаватором, парогенератором и генератором. Церемония открытия мемориала состоялась 18 марта 1999 года.

## Расположение
Мемориальный парк расположен примерно в 1,5 километрах к юго-западу от современного аэропорта города Сандакан.

## Экскаватор
Экскаватор был использован для строительства аэропорта для японской армии. Во время ремонта он был саботирован австралийскими военнопленными, что сделало его неработоспособным, и поэтому он больше никогда не работал.

## Парогенератор и генератор
Парогенератор и другой генератор стали основным источником энергии для лагеря. Дровяной генератор, работающий на паровом двигателе, использовался для освещения лагеря.

## Великое Дерево
«Большое дерево» (The Big Tree) — это огромный образец Mengarisbaumes (Koompassia excelsa), первоначально стоявший там, где сегодня установлен мемориальный обелиск. По своим размерам это был самый высокий объект на территории лагеря. Вскоре после войны дерево было уничтожено пожаром. Новый Mengarisbaum был установлен около входа в парк 25 апреля 2008 года.

## Главный вход и подъездная дорога
Главный вход находился на восточной стороне мемориального парка перед складским помещением. Дорога, ведущая к аэропорту с налево и направо, была улицей Майл-8-Роуд-стрит от Сандакана до Ранау. По этой дороге проходили все три марша до Ранау.

## Мемориальный павильон
Сандаканский мемориальный павильон был открыт 18 марта 1999 года министром по делам ветеранов Австралии Брюсом Скоттом. Он содержит постоянную выставку, рассказывающую о лагере для военнопленных и маршах смерти на английском и малайском языках.

## Описание обелиска
Обелиск «Сандакан Мемориал» — чёрная прямоугольная стела, установленная на круглой мощеной площадке, диаметром около десяти метров. На стеле написано:

Сандакан Мемориал 

В память о всех тех 

Кто пострадал и погиб здесь, 

На маршах смерти 

И в Ранау

## Маршрут военнопленных
Мемориальный парк — это была одна из остановок на пути военнопленных во время маршей смерти. Маршрут начинается в Сандакане и заканчивается в лагере «последнего военнопленного» в Ранау. Каждая станция на маршруте отмечена знаком.